# Cesare Pezzolo
Cesare Pezzolo (Favale di Malvaro, 1895 – San Francisco, 1959) è stato un fisarmonicista italiano originario di Favale di Malvaro, nell'entroterra di Chiavari, in provincia di Genova.
Insieme ai suoi numerosi fratelli emigrò in California dove ebbe molto successo diventando uno dei musicisti più affermati degli Stati Uniti d'America. Fu autore di numerosi brani, tra cui una delle canzoni più famose della musica da ballo: la celebre mazurka "Cesarina". Fondò, insieme ai fratelli, anche una casa discografica e un'orchestra. Quest'ultima era una "fisaorchestra" in quanto tutti i 9 fratelli Pezzolo vi suonavano la fisarmonica.